# Willi Lindner
Willi 'Etsche' Lindner (* 27. Juni 1910 in Frankfurt am Main; † 5. März 1944) war ein deutscher Fußballnationalspieler.
Der Frankfurter begann das Fußballspielen 1921 bei Union Niederrad, ehe er 1928 zu Rot-Weiß Frankfurt wechselte. Dort spielte er bis 1931. Von Juli 1931 bis September 1932 war er für Tennis Borussia Berlin aktiv, bis er im September 1932 bei Eintracht Frankfurt landete. Für die Eintracht kam er bis 1943 in 53 Meisterschaftsspielen zum Einsatz, in denen er 27 Tore schoss. Auch in der süddeutschen Meisterschaft kam er in der Saison 1932/33 in 15 Spielen zum Einsatz, in denen er zu 11 Toren kam. 3 Tore schoss er in derselben Saison auch in den 3 Spielen in der Endrunde zur deutschen Fußballmeisterschaft. Er kam ferner zu 4 Einsätzen im Tschammerpokal. 1935 verließ er die Eintracht und spielte für die TuRa Leipzig und von 1936 bis 1938 für den Verein Reichsbahn Rot-Weiß Frankfurt, bis er 1938 zur Eintracht zurückkehrte.
In seiner Frankfurter Zeit lag auch das Debüt in der deutschen Nationalmannschaft. Er spielte am 19. März 1933 in Berlin im Länderspiel gegen Frankreich. Reichstrainer Otto Nerz ließ sich von den lautstarken Zuschauern beeinflussen, die statt Lindner lieber Richard Hofmann gesehen hätten, so dass Lindner in der 40. Minute gegen Hofmann ausgewechselt wurde. Dies sollte der einzige Einsatz im Nationalteam bleiben.
Lindner betreute die Eintracht auch im Juli 1941 als ehrenamtlicher Trainer.
Willi Lindner fiel 1944 im Zweiten Weltkrieg an der Ostfront.